# Тимашёв, Тимурхан Анварович
Тимурха́н (Тиму́р) Анва́рович Тимашёв (16 июля 1969) — советский, узбекистанский и российский футболист, игравший на позициях полузащитника и нападающего.

## Биография

### Карьера игрока
В 1990 году был в составе клуба «Янгиер». В сезоне 1991 года провёл 45 матчей и забил 5 голов за турткульский «Турткулчи» в 9-й зоне второй низшей лиги СССР, после чего вернулся в «Янгиер», в составе которого с 1992 по 1993 год сыграл 55 встреч и забил 2 мяча в высшей лиге Узбекистана.
В 1994 году провёл 20 игр за ташкентский «Пахтакор», после чего перешёл в новотроицкую «Носту», где затем выступал с 1995 по 1997 год, отметившись в общей сложности 5-ю голами в 102 поединках второй лиги России. С 1998 по 1999 год снова выступал в чемпионате Узбекистана за «Насаф», в составе которого за это время сыграл 38 матчей и забил 3 мяча.
Сезон 2001 года начал в клубе КФК «Нефтяник» из города Бавлы, а завершил в «Коломне», за которую провёл 23 встречи и забил 1 гол в турнире российской второй лиги, где выступал и в следующем году за изобильненский «Спартак-Кавказтрансгаз» (16 игр) и «Селенгу» из Улан-Удэ (10 поединков).
С 2004 по 2006 год играл за зеленодольский «Позис» в первенстве ЛФЛ. С апреля по июнь 2008 года выступал за «Колос» из станицы Павловской в чемпионате Краснодарского края.